# Obszar ochrony ścisłej im. dr. Stefana Jarosza
Obszar ochrony ścisłej im. dr. Stefana Jarosza – leśny obszar ochrony ścisłej w Wolińskim Parku Narodowym, o powierzchni 92,06 ha, położony w województwie zachodniopomorskim, w powiecie kamieńskim, w gminie Międzyzdroje, nieopodal krawędzi klifu, w rejonie wzniesienia Strażnica (74 m n.p.m.), 0,4 km na północny wschód od Latarni Morskiej Kikut.
Celem ochrony jest zachowanie starodrzewu buczyny pomorskiej, otoczonej borem sosnowym. Licznie występują tu rośliny chronione takie jak: wiciokrzew pomorski, kruszczyk rdzawoczerwony, sasanka łąkowa.
Wzdłuż południowej granicy obszaru ochrony ścisłej prowadzi znakowany czerwony turystyczny Szlak Nadmorski im. dr. Czesława Piskorskiego (Wisełka→Dziwnów).
Obszar ochrony ścisłej położony w pobliżu wschodniej granicy Wolińskiego Parku Narodowego.
Obszarowi patronuje dr Stefan Jarosz – polski geograf i podróżnik.